# Liste des lieux patrimoniaux de Cariboo
Cet article recense les lieux patrimoniaux du district régional de Cariboo inscrit au répertoire des lieux patrimoniaux du Canada, qu'ils soient de niveau provincial, fédéral ou municipal.

## Liste des lieux patrimoniaux
- Haut – A
- B
- C
- D
- E
- F
- G
- H
- I
- J
- K
- L
- M
- N
- O
- P
- Q
- R
- S
- T
- U
- V
- W
- X
- Y
- Z
- 0-9

| [ 1 ] | Lieu patrimonial       | Illustration           | Municipalité   | Adresse         | Coordonnées       | No    | Constr. | Prot.                                     | Rec. | Notes |
| ----- | ---------------------- | ---------------------- | -------------- | --------------- | ----------------- | ----- | ------- | ----------------------------------------- | ---- | ----- |
| M     | 108 Mile Heritage Site | 108 Mile Heritage Site | 108 Mile Ranch |                 | 51.7501 -121.348  | 18409 |         | Community Heritage Register               | 2010 |       |
| F     | Fort Alexandria        | Téléverser             | Alexandria     |                 | 52.563 -122.48    | 17741 | 1821    | LHN                                       | 1925 |       |
| P     | Barkerville            | Barkerville            | Barkerville    |                 | 53.0664 -121.517  | 1749  | 1862    | Provincial Heritage Property (Designated) | 1988 |       |
| F     | Barkerville            | Barkerville            | Barkerville    |                 | 53.0697 -121.514  | 14309 | 1865    | LHN                                       | 1924 |       |
| F     | Édifice Chee Kung Tong | Édifice Chee Kung Tong | Barkerville    | Box 19          | 53.0667 -121.517  | 11971 | 1877    | LHN                                       | 2008 |       |
| P     | Cottonwood House       | Cottonwood House       | Cottonwood     | 4660 Highway 26 | 53.0505 -122.157  | 15813 | 1865    | Provincial Heritage Site (Designated)     | 1999 |       |
| M     | Knoll House            | Téléverser             | Chilanko Forks |                 | 52.1028 -124.1654 | 19031 |         | Community Heritage Register               | 2012 |       |